# Atropin
Atropin (po grški boginji usode Atropi) je strupen alkaloid, ki se nahaja v nekaterih vrstah rastlin iz družine razhudnikovk, zlasti v volčji češnji, po kateri je tudi imenovan (strokovno ime za volčjo češnjo je Atropa belladonna). Atropin je kompetitivni antagonist muskarinskih receptorjev. Spada med antiholinergike. Kot potencialen strup, ime izhaja iz besede Atropos, ki je bil eden izmed oseb v grški mitologiji, ki so izbirali smrt ljudi.

## Uporaba kot antidot živčnih agensov
Atropin se uporablja kot antidot živčnih agensov, kot Tabun (GA), Sarin (GB), Soman (GD) in VX ki blokirajo živčno - mišični prenos, ki se odraža v bolečinah v mišicah, krčih in na koncu smrti zaradi odpovedi respiratornega sistema. Atropin tako ponovno vzpostavi normalen prenos. Po navadi ga injiciramo v koleno z uporabo autoinjektora.

## Kemijske značilnosti
Atropin je racemat hiosciamina, ki se prav tako pojavlja v naravi. Fiziološko aktivna je zlasti levosučna oblika, medtem ko desnosučna skorajda nima fizioloških učinkov. Njegov farmakološki učinek je dosežen z vezavo na muskarinske receptorje. Atropin je tako antagonist muskarina.
V medicini se najbolj pogosto uporablja kot atropinijev sulfat (C17H23NO3)2·H2SO4·H2O, celotno kemijsko ime je 1α H, 5α H-Tropan-3-α ol (±)-tropate(ester), sulfat monohidrat.
Po kemijski strukturi uvrščamo atropin in hiosciamin med tropanske alkaloide, kamor spadata še kokain in skopolamin.

## Fiziološki učinki in uporaba
Atropin je kompetitivni antagonist acetilholina na muskarinskih receptorjih. Deluje torej preko parasimpatičnega živčevja in zavira prebavo ter žlezno izločanje. Acetilholin je namreč glavni živčni prenašalec v parasimpatičnem sistemu.

### Uporaba v oftalmologiji
V oftalmologiji se atropin uporablja za razširitev zenice, saj začasno paralizira akomodacijski refleks in tako povzroči midriazo. Slabost atropina je njegovo počasno izločanje iz telesa, zato midriaza ne izzveni tako hitro. Atropin se uporablja pri pregledih očesnega ozadja in za zdravljenje glavkoma.
Atropin deluje počasi (2 do 3 dni), zaradi tega se za zdravljenje midriaze uporabljajo druge droge.
Lahko ga dajemo pacientom za zdravljenje več oblik traum.

### Učinek na srce
Injekcije atropina se uporabljajo pri zdravljenju bradikardije (nizka frekvenca srca), asistole in srčne blokade. Atropin namreč zavira parasimpatično delovanje (antagonist) na srce preko klateža (nervus vagus) in s tem pospeši srčno aktivnost. Navadno je odmerek atropina 0,5 do 1 mg vsake tri do pet minut do maksimalne doze 3 mg.
Atropin je tudi učinkovit v napakah srčnih vozlov. Po navadi ni učinkovit pri His-Purkinyevimi snopi. Atropione je kontraindikacija ishemiji povzročeni pri prevodni muskulaturi, ker poveča zahtevo po kisiku v AV vozlih, s tem prepreči ishemijo srca.
Ena izmed najpomembnejših aktivnosti parasimpatskega sistema je stimulacija M2 muskarinskih receptorjev v srcu, atropin pa inhibira to delovanje.

### Sekrecija in bronhokonstrikcija
Atropin zaradi zaviranja parasimpatika inhibira izločanje sline, znoja in mukusa. Ta učinek se koristi pri zdravljenju hiperhidroze. Ampak za zdravljenje hiperhidroze še ni bil potrjen s strani FDA.

### Atropin kot protistrup
Atropin se uporablja kot protistrup pri zastrupitvah z organofosfati, ki jih najdemo med insekticidi in živčnimi strupi. Organofosfati namreč inhibirajo acetilholin-esterazo in preti nevarnost zastrupitve zaradi povišane koncentracije acetilholina v sinaptični reži. Ker atropin izpodriva acetilholin na receptorjih, deluje kot protistrup.

### Stranski učinki in preodmerjanje
Atropin povzroča številne stranske učinke kot so: ventrikularna fibrilacija, tahikardija, vrtoglavica, slabost, motnje vida, izguba ravnotežja, razširjene zenice, fotofobija ... Ker atropin prehaja krvno-možgansko pregrado, ima tudi centralne stranske učinke: zmedenost, halucinacije in eksitacija. 
Kljub temu, da atropin zvišuje frekvenco srca je lahko v majhnih dozah prevladujoče centralno delovanje, kar upočasni bitje.
Antidot atropinu je pilokarpin in fizostigmin.